# 李義昭
李 義昭（り よしあき、1947年 - ）は、日本の経済学者。
元追手門学院大学大学院教授。専門は福祉経済学、障害者福祉、教育工学。音声認識技術を活用した障害者支援研究や、地域福祉に関する実践活動で知られる。

## 略歴
神戸市で生まれ、華僑幼稚園、神戸中華同文学校、兵庫県立鈴蘭台高等学校を経て、伊丹市の職業訓練校で簿記会計を学ぶ。近畿大学通信教育課程、神戸大学の二過程を経て、2000年に神戸大学大学院経済学研究科博士課程を修了し、博士（経済学）を取得。
兵庫県長寿社会研究所や21世紀ヒューマンケア研究機構などで研究を行い、2005年より追手門学院大学経済学部講師、のち准教授、2013年からは教授を務めた。

## 研究業績
福祉経済学や社会的弱者の経済的包摂に関する研究に従事し、神戸大学発達科学部の中林稔堯教授、工学部の滝口哲也教授と連携し、音声認識を活用した知的障害者や自閉症者支援機器の開発に取り組んだ。教育工学的アプローチとユニバーサルデザインを融合させた実証的研究が特徴である。

## 社会活動
特定非営利活動法人「ヤンヤンのおうち」代表として、障害児の療育・教育支援や家族支援に尽力。また、兵庫県の宗教法人「宝天大同」の代務者として、地域の精神的支援にも関与している。

## 著書
- 『日本の近代化と障害者』、HMV、2013年。ISBN不明。